# Segunda División 2022-2023 (Spagna)
La stagione 2022-2023 della Segunda División (detta LaLiga SmartBank per ragioni di sponsorizzazione) è stata la 92ª edizione del campionato di calcio spagnolo di seconda divisione. La stagione regolare è cominciata il 12 agosto 2022 ed è terminata il 18 giugno 2023. Dopo questa, è prevista una fase di play-off per decidere la terza promozione in Liga, suddivisa in semifinali e finali, che vengono disputate in sfide di andata e ritorno. Al contrario, le quattro retrocessioni in Primera División RFEF sono tutte dirette e non prevedono spareggi.

## Stagione

### Novità
Nella stagione precedente ad essere promossi in Primera División sono stati l'Almería, vincitrice del torneo che torna a disputare la massima serie dopo 7 anni, il Real Valladolid, dopo un solo anno d'assenza e dopo i play-off il Girona dopo 3 anni, dopo aver sconfitto in finale il Tenerife. Dalla Primera sono scese al loro posto il Granada, dopo 3 anni trascorsi nella massima serie, il Levante, dopo 5 anni e l'Alavés, dopo 6 stagioni consecutive di permanenza in massima serie.
Dall'altra parte, a retrocedere in Segunda División B sono stati l'Amorebieta dopo un solo anno di permanenza, la Real Sociedad B, anch'essa dopo un solo anno, il Fuenlabrada, dopo 2 anni e l'Alcorcón dopo ben 11 anni. Le neopromosse dalla Primera División RFEF sono il Racing Santander, l'FC Andorra, per la prima volta nella propria storia, nonostante si tratti di un club del microstato di Andorra e tramite play-off il Villarreal B e l'Albacete.

### Formula
Al torneo partecipano 22 squadre che si sfidano in un girone all'italiana, andata e ritorno contro tutte le altre. Vengono assegnati tre punti per la vittoria, uno per il pareggio e zero per la sconfitta.
Successivamente vengono disputati i play-off, concessi alle squadre che si sono piazzate tra la terza e la sesta posizione al termine della stagione regolare. Quella meglio classificata affronta l'ultima che ha conquistato un posto utile per garantirsi l'accesso alle eliminatorie, mentre la quarta e la quinta si sfidano tra di loro. I vincenti di questi incontri, che vengono stabiliti su match di andata e ritorno, si affrontano nella cosiddetta finale play-off, che determinerà la terza squadra che potrà aver accesso, nella stagione successiva, in Primera División.
A retrocedere sono le ultime quattro squadre classificatesi al termine della stagione regolare; non sono previsti play-out.

## Squadre partecipanti
| Club             | Città                      | Stadio                          | Stagione precedente                                    |
| ---------------- | -------------------------- | ------------------------------- | ------------------------------------------------------ |
| Alavés           | Vitoria                    | Estadio Mendizorrotza           | 20º in Primera División                                |
| Albacete         | Albacete                   | Estadio Carlos Belmonte         | Promosso ai play-off di Primera División RFEF          |
| Andorra          | Andorra la Vella           | Estadi Nacional                 | 1º posto in Primera División RFEF (Gruppo 2), promossa |
| Burgos           | Burgos                     | Estadio El Plantío              | 11º in Segunda División                                |
| Cartagena        | Cartagena                  | Stadio Cartagonova              | 9º in Segunda División                                 |
| Eibar            | Eibar                      | Municipal de Ipurua             | 3º in Segunda División                                 |
| Granada          | Granada                    | Nuevo Estadio de Los Cármenes   | 18º in Primera División                                |
| Huesca           | Huesca                     | El Alcoraz                      | 19º in Primera División                                |
| Las Palmas       | Las Palmas de Gran Canaria | Estadio de Gran Canaria         | 4º in Segunda División                                 |
| Leganés          | Leganés                    | Estadio Municipal de Butarque   | 12º in Segunda División                                |
| Levante          | Valencia                   | Stadio Ciutat de València       | 19º in Segunda División                                |
| Lugo             | Lugo                       | Anxo Carro                      | 16º in Segunda División                                |
| Malaga           | Malaga                     | Stadio La Rosaleda              | 18º in Segunda División                                |
| Mirandés         | Miranda de Ebro            | Estadio Municipal de Anduva     | 14º in Segunda División                                |
| Ponferradina     | Ponferrada                 | El Toralín                      | 8º in Segunda División                                 |
| Racing Santander | Santander                  | Campos de Sport de El Sardinero | 1º posto in Primera División RFEF (Gruppo 1), promosso |
| Real Oviedo      | Oviedo                     | Estadio Carlos Tartiere         | 7º in Segunda División                                 |
| Real Saragozza   | Saragozza                  | La Romareda                     | 10º in Segunda División                                |
| Sporting Gijón   | Gijón                      | El Molinón                      | 17º in Segunda División                                |
| Tenerife         | Santa Cruz de Tenerife     | Heliodoro Rodríguez López       | 5º in Segunda División                                 |
| UD Ibiza         | Ibiza                      | Can Misses                      | 15º in Segunda División                                |
| Villarreal B     | Vila-real                  | Ciudad Deportiva                | Promosso ai play-off di Primera División RFEF          |

## Allenatori e primatisti
| Squadra          | Allenatore                                                                         | Calciatore più presente                    | Cannoniere                       |
| ---------------- | ---------------------------------------------------------------------------------- | ------------------------------------------ | -------------------------------- |
| Alaves           | Luis García Plaza                                                                  | Antonio Sivera (41)                        | Luis Rioja (10)                  |
| Albacete         | Rubén Albés                                                                        | Manu Fuster (40)                           | Higinio Marín (11)               |
| Andorra          | Eder Sarabia                                                                       | Hector Hevel (39)                          | Sinan Bakış (12)                 |
| Burgos           | Julián Calero                                                                      | José Antonio Caro, Aitor Córdoba (41)      | Curro Sánchez (9)                |
| Cartagena        | Luis Carrión                                                                       | Pablo de Blasis (41)                       | Alfredo Ortuño (9)               |
| Eibar            | Gaizka Garitano                                                                    | José Corpas (41)                           | Stoichkov (12)                   |
| Granada          | Aitor Karanka (1ª-15ª) Paco López (16ª-)                                           | José María Callejón (42)                   | Myrto Uzuni (23)                 |
| Huesca           | José Ángel Ziganda                                                                 | Andrés Fernández (42)                      | Juan Carlos Real (8)             |
| Las Palmas       | Garcia Pimienta                                                                    | Álex Suárez, Alberto Moleiro (40)          | Jonathan Viera, Sandro (7)       |
| Leganes          | Imanol Idiakez                                                                     | Fede Vico, Jorge Miramón (40)              | José Arnáiz (9)                  |
| Levante          | Mehdi Nafti (1ª-9ª) Felipe Miñambres (10ª-11ª) Javier Calleja (12ª-)               | Pepelu, Joni Montiel, Jorge de Frutos (39) | Mohamed Bouldini (8)             |
| Lugo             | Hernán Pérez Cuesta (1ª-16ª) Fran Justo (17ª-)                                     | Sebas Moyano (41)                          | Chris Ramos (7)                  |
| Malaga           | Pablo Guede (1ª-6ª) Pepe Mel (7ª-)                                                 | Rubén Castro, Aleix Febas (41)             | Rubén Castro (10)                |
| Mirandes         | Joseba Etxeberria                                                                  | Oriol Rey, José Salinas (41)               | Raúl García (19)                 |
| Ponferradina     | José Manuel Gomes (1ª-16ª) David Gallego (17ª-)                                    | Edu Espiau                                 | Yuri (9)                         |
| Racing Santander | Guillermo Fernández Romo (1ª-20ª) Josè Alberto (21ª-)                              | Iñigo Vicente (40)                         | Iñigo Vicente (7)                |
| Real Oviedo      | Bolo (1ª-11ª) Álvaro Cervera (12ª-)                                                | Lucas Ahijado (40)                         | Borja Bastón (8)                 |
| Real Saragozza   | Juan Carlos Carcedo (1ª-15ª) Fran Escriba (16ª-)                                   | Valentín Vada (37)                         | Giuliano Simeone (9)             |
| Sporting Gijón   | Abelardo Fernández Antuña                                                          | Juan Otero (41)                            | Aitor García, Juan Otero (6)     |
| Tenerife         | Luis Miguel Ramis                                                                  | Juan Soriano (42)                          | Enric Gallego (11)               |
| UD Ibiza         | Javier Baraja (1ª-12ª) Juan Antonio Anquela (13ª-16ª) (1ª/9ª) Lucas Alcaraz (17ª-) | Ekain Zenitagoia (39)                      | Cristian Herrera (9)             |
| Villarreal B     | Miguel Álvarez Jurado                                                              | Fer Niño (39)                              | Sergio Lozano, Diego Collado (5) |

## Classifica
|  | Pos. | Squadra          | Pt | G  | V  | N  | P  | GF | GS | DR  |
|  | ---- | ---------------- | -- | -- | -- | -- | -- | -- | -- | --- |
|  | 1.   | Granada          | 75 | 42 | 22 | 9  | 11 | 55 | 30 | +25 |
|  | 2.   | Las Palmas       | 72 | 42 | 18 | 18 | 6  | 49 | 29 | +20 |
|  | 3.   | Levante          | 72 | 42 | 18 | 18 | 6  | 46 | 30 | +16 |
|  | 4.   | Alavés           | 71 | 42 | 19 | 14 | 9  | 45 | 32 | +14 |
|  | 5.   | Eibar            | 71 | 42 | 19 | 14 | 9  | 45 | 36 | +9  |
|  | 6.   | Albacete         | 67 | 42 | 17 | 16 | 9  | 58 | 47 | +11 |
|  | 7.   | FC Andorra       | 59 | 42 | 16 | 11 | 15 | 47 | 37 | +10 |
|  | 8.   | Real Oviedo      | 59 | 42 | 16 | 11 | 15 | 34 | 35 | -1  |
|  | 9.   | FC Cartagena     | 58 | 42 | 16 | 10 | 16 | 47 | 49 | -2  |
|  | 10.  | Tenerife         | 57 | 42 | 14 | 15 | 13 | 42 | 37 | +5  |
|  | 11.  | Burgos           | 54 | 42 | 13 | 15 | 14 | 33 | 35 | -2  |
|  | 12.  | Racing Santander | 54 | 42 | 14 | 12 | 16 | 39 | 40 | -1  |
|  | 13.  | Real Saragozza   | 53 | 42 | 12 | 17 | 13 | 40 | 39 | +1  |
|  | 14.  | Leganés          | 53 | 42 | 14 | 11 | 17 | 37 | 42 | -5  |
|  | 15.  | Huesca           | 52 | 42 | 11 | 19 | 12 | 36 | 36 | 0   |
|  | 16.  | Mirandés         | 52 | 42 | 13 | 13 | 16 | 48 | 54 | -6  |
|  | 17.  | Sporting Gijón   | 50 | 42 | 11 | 17 | 14 | 43 | 48 | -5  |
|  | 18.  | Villarreal B     | 50 | 42 | 13 | 11 | 18 | 49 | 55 | -6  |
|  | 19.  | Ponferradina     | 44 | 42 | 9  | 17 | 16 | 40 | 53 | -13 |
|  | 20.  | Malaga           | 44 | 42 | 10 | 14 | 18 | 37 | 44 | -7  |
|  | 21.  | Ibiza            | 34 | 42 | 7  | 13 | 22 | 33 | 66 | -33 |
|  | 22.  | Lugo             | 31 | 42 | 6  | 13 | 23 | 27 | 57 | -30 |

Legenda:

      Promosse in Primera División 2023-2024
 Qualificate ai play-off promozione
      Retrocesse in Primera División RFEF 2023-2024
Regolamento:
Tre punti a vittoria, uno a pareggio, zero a sconfitta.
In caso di arrivo di due squadre a pari punti, la graduatoria verrà stilata in base all'ordine dei seguenti criteri:
- Differenza reti negli scontri diretti
- Differenza reti generale
- Reti realizzate in generale

In caso di arrivo di tre o più squadre a pari punti, la graduatoria verrà stilata in base all'ordine dei seguenti criteri:
- Punti negli scontri diretti (classifica avulsa)
- Differenza reti negli scontri diretti
- Differenza reti generale
- Reti realizzate in generale
- Classifica fair-play stilata a inizio stagione

Nel caso un criterio escluda solamente alcune delle squadre, senza quindi determinare l'ordine completo, tali squadre vengono escluse dal criterio successivo, rimanendo così senza possibilità di posizionarsi meglio.

## Play-off

### Tabellone
|  | Semifinali | Semifinali | Semifinali | Semifinali | Semifinali |  |  | Finale | Finale       | Finale | Finale | Finale |  |
|  |            |            |            |            |            |  |  |        |              |        |        |        |  |
|  | 6          | Albacete   | 1          | 0          | 1          |  |  |        |              |        |        |        |  |
|  | 3          | Levante    | 3          | 3          | 6          |  |  | 3      | Levante      | 0      | 0      | 0      |  |
|  | 5          | Eibar      | 1          | 0          | 1          |  |  | 4      | Alavés (dts) | 0      | 1      | 1      |  |
|  | 4          | Alavés     | 1          | 2          | 3          |  |  |        |              |        |        |        |  |

Note:
Incontri di andata e ritorno.
Il vincitore viene determinato in base all'ordine dei seguenti criteri:
Miglior differenza reti a favore al termine dei tempi regolamentari
Maggior numero di reti fuori casa al termine dei tempi regolamentari
Miglior differenza reti a favore al termine dei tempi supplementari
Maggior numero di reti fuori casa al termine dei tempi supplementari
Miglior posizione raggiunta in campionato

## Statistiche

### Individuali

#### Classifica marcatori
| Gol |  |  | Giocatore        | Squadra      |
| --- |  |  | ---------------- | ------------ |
| 23  |  |  | Myrto Uzuni      | Granada      |
| 19  |  |  | Raúl García      | Mirandes     |
| 12  |  |  | Sinan Bakış      | FC Andorra   |
| 12  |  |  | Stoichkov        | Eibar        |
| 11  |  |  | Enric Gallego    | Tenerife     |
| 11  |  |  | Higinio Marín    | Albacete     |
| 10  |  |  | Jonathan Dubasin | Albacete     |
| 10  |  |  | Rubén Castro     | Malaga       |
| 10  |  |  | Luis Rioja       | Alaves       |
| 9   |  |  | Giuliano Simeone | Saragozza    |
| 9   |  |  | Curro Sánchez    | Burgos       |
| 9   |  |  | Cristian Herrera | UD Ibiza     |
| 9   |  |  | Yuri             | Ponferradina |
| 9   |  |  | José Arnáiz      | Leganes      |
| 9   |  |  | Alfredo Ortuño   | FC Cartagena |